# Агентство (телесеріал)
Агентство (англ. The Agency) — американський шпигунський серіал-трилер від Paramount+ за участю Showtime, продюсований Джорджем Клуні та Грантом Гесловом, у головних ролях — Майкл Фассбендер, Джеффрі Райт, Джоді Тернер-Сміт та Річард Гір. Прем'єра серіалу відбулася 29 листопада 2024 року, він заснований на визнаному критиками французькому серіалі «Бюро легенд», створеному Еріком Рошаном, який транслювався на Canal+ з 2015 по 2020 рік.
У грудні 2024 року серіал продовжили на другий сезон.

## Сюжет
Місія таємного агента ЦРУ раптово припиняється, і він повертається на Лондонський вокзал, де несподівано знову з'являється кохання, яке він залишив позаду, кидаючи їх обох у смертельну гру міжнародних інтриг і шпигунства.

## Акторський склад

### Головний
- Майкл Фассбендер у ролі Брендона з кодовим псевдонімом «Марсіанин», який раніше 6 років працював неофіційним агентом[fr] ЦРУ в Африці, а зараз є старшим оперативним співробітником. Його псевдо в Африці було «Пол Льюїс».
- Джеффрі Райт — Генрі Оглтрі, бос і наставник «Марсіанина», заступник начальника відділу ЦРУ в Лондоні. Його офіційним прикриттям є «аташе із зовнішньополітичної підтримки[en]»
- Джоді Тернер-Сміт[en] — доктор Самі Захір, антрополог і кохана «марсіанина»
- Річард Гір — Джеймс Бредлі, кодове ім'я «Боско», начальник лондонської станції ЦРУ.
- Кетрін Вотерстон у ролі Наомі, колишньої співробітниці ЦРУ, колеги «Марсіанина»
- Гаррієт Сансом Гарріс[en] у ролі доктора Рейчел Блейк, клінічного психолога ЦРУ, призначеного до Лондона з Ленглі
- Амбрін Разія[en] — Блер, співробітник ЦРУ
- Джон Магаро в ролі Оуена, співробітника ЦРУ
- Саура Лайтфут-Леон[en] — Даніела «Денні» Руїс Мората, новий офіцер ЦРУ

### Другорядний
- Індія Фаулер[d] — Поппі, дочка Марсіанина
- Кертіс Лам[d] у ролі Гуо
- Марцін Зажечний[d] — Олексій Орєхов
- Вайолет Веріго в ролі Сенді
- Ендрю Брук[en] — «дідусь», агент ЦРУ
- Адам Нагайтіс — «бабуся», агент ЦРУ
- Реза Броджерді[de] — Реза
- Алекс Рєзнік[d] — Койот, неофіційний агент ЦРУ в Білорусі
- Білал Хасна[en] — Саймон, технік ЦРУ
- Том Воган-Лоулор[en] у ролі Бена, старшого техніка ЦРУ
- Сабріна Ву в ролі Рейн
- Едвард Холкрофт[en] у ролі доктора Чарлі Ремі, зятя Оглтрі, оператора «Delta Force» і агента глибокого прикриття на окупованій території України
- Сергій Онопко[de] в ролі доктора Коваля, солдата Сил спеціальних операцій під прикриттям з Ремі в Україні
- Олександр Рудинський у ролі Бутенка, солдата Сил спецоперацій під прикриттям разом з Ремі та Ковалем в Україні
- Тім Семюелс — Алекс Кент-Джонс

### Гостьовий
- Г'ю Бонневілль в ролі Джеймса Річардсона
- Домінік Вест — директор ЦРУ

## Епізоди
| № серії | Назва серії               | Режисер(и)    | Teleplay by                             | Оригінальна дата показу |
| ------- | ------------------------- | ------------- | --------------------------------------- | ----------------------- |
| 1       | «The Bends»               | Джо Райт      | Джез Баттерворт і Джон-Генрі Баттерворт | 29 листопада 2024       |
| 2       | «Wooden Duck»             | Джо Райт      | Джез Баттерворт і Джон-Генрі Баттерворт | 29 листопада 2024       |
| 3       | «Hawk from a Handsaw»     | Філіп Мартін  | Джез Баттерворт і Джон-Генрі Баттерворт | 6 грудня 2024           |
| 4       | «Quarterback Blitz»       | Філіп Мартін  | Джез Баттерворт і Джон-Генрі Баттерворт | 13 грудня 2024          |
| 5       | «Rat Trap»                | Зетна Фуентес | Джез Баттерворт і Джон-Генрі Баттерворт | 20 грудня 2024          |
| 6       | «Spy For Sale»            | Зетна Фуентес | Джез Баттерворт і Джон-Генрі Баттерворт | 27 грудня 2024          |
| 7       | «Hard Landing»            | Грант Хеслов  | Джез Баттерворт і Джон-Генрі Баттерворт | 3 січня 2025            |
| 8       | «Truth Will Set You Free» | Грант Хеслов  | Джез Баттерворт і Джон-Генрі Баттерворт | 10 січня 2025           |
| 9       | «The Rubicon»             | Ніл Берґер    | Джез Баттерворт і Джон-Генрі Баттерворт | 17 січня 2025           |
| 10      | «Overtaken By Events»     | Ніл Берґер    | Джез Баттерворт і Джон-Генрі Баттерворт | 24 січня 2025           |

## Виробництво

### Розробка
Проект отримав пряме замовлення на створення від «Showtime», тепер відомого як канал «Paramount+ із Showtime», який є частиною портфоліо «Showtime Networks», у лютому 2023 року. Він заснований на французькому шпигунському шоу «Бюро легенд», створеному, режисованому та продюсованому Еріком Рошаном. Спочатку він мав назву «Департамент».
Виробництвом серіалу займаються студії «Smoke House Pictures» Джорджа Клуні та Гранта Геслова, «MTV Entertainment Studios» та «101 Studios». Виконавчими продюсерами виступили Кейт Кокс і Ніна Л. Діас з «MTVE Studios», Девід С. Глассер, Рон Беркл, Девід Хаткін і Боб Ярі з «101 Studios», Алекс Бергер для «The Originals Productions» у Франції та Ешлі Стерн і Паскаль Бретон для паризької компанії «Federation Studios/Federation Entertainment of America».
Джо Райт збирається поставити перші два епізоди, а Джез Баттерворт і Джон-Генрі Баттерворт напишуть сценарій усіх 10-ти епізодів. Спочатку режисером був призначений Клуні.
У грудні 2024 року серіал було продовжено на другий сезон.

## Кастинг
Виробництво почалося в червні 2024 року, назва змінилася на Агентство. Майкл Фассбендер — виконавчий продюсер, а також головний герой, у французькому серіалі котрого грав Матьє Кассовітц. Незабаром після цього до акторського складу приєдналися Джеффрі Райт, Річард Гір, Джоді Тернер-Сміт, Кетрін Вотерстон і Джон Магаро.
У серпні 2024 року було оголошено інших акторів, зокрема Алекса Резніка, Ендрю Брука, Гаррієт Сансом Гарріс, Індію Фаулер і Сауру Лайтфут-Леон.

### Зйомки
Зйомки проходили в Лондоні в 2024 році.
Зйомки також проходили у Таллінні, Естонія, у вересні 2024 року та Каїрі, Єгипет, у жовтні 2024 року.

## Трансляція
Прем'єра Агентства з першими двома епізодами на преміальному потоковому сервісі Paramount Global, «Paramount+ із Showtime», відбулася 29 листопада 2024 року в Сполучених Штатах, перш ніж дебютувати на Showtime Networks, яка включає канал Paramount+ із Showtime через два дні, з трансляцією по всьому світу 30 листопада.

## Сприйняття
Веб-сайт агрегатор рецензій Rotten Tomatoes повідомив про рейтинг схвалення 67 % із середнім рейтингом 6/10 на основі 30 відгуків критиків. Консенсус критиків веб-сайту такий: «Наголошуючи на інтригуючому та виснажливому ефекті шпигунства, Агентство розміщує свій зірковий акторський склад у розкішно знятому світі шпигунства». Metacritic, який використовує середньозважене значення, присвоїв оцінку 66 зі 100 на основі 21 відгуку критиків, вказуючи на «загалом сприятливі відгуки».